# Amaro (sapore)
L'amaro è uno dei cinque sapori fondamentali, viene percepito dai bottoni gustativi che si trovano sulle papille della lingua e di altre parti della bocca. Viene stimolato, a varie intensità, da molte specie chimiche differenti. La sua intensità viene misurata su una scala arbitraria che prende il chinino come riferimento.